# Altaïr Ibn-La'Ahad
(Altaïr al figlio Darim nel 1257, durante l'assedio di Masyaf.)
Altaïr Ibn-La'Ahad (in arabo الطائر إبن لا أحد‎?, Masyaf, 11 gennaio 1165 – Masyaf, 12 agosto 1257) è un personaggio immaginario protagonista di Assassin's Creed, primo videogioco dell'omonima serie e degli spin-off Assassin's Creed: Altaïr's Chronicles e Assassin's Creed: Bloodlines. Compare come personaggio di rilievo anche in Assassin's Creed: Revelations in alcuni flashback e in molti fumetti e romanzi inerenti alla serie. È inoltre possibile impersonarlo in un breve ricordo che lo riguarda in Assassin's Creed II. Il nome "Altaïr" può essere tradotto in arabo, come "Aquila" o "Colui che vola" ed è il medesimo nome della stella più luminosa della costellazione dell'Aquila, mentre il suo cognome "Ibn-La'Ahad", tradotto letteralmente dall'arabo, significa "Figlio di nessuno" o "Figlio dell'unico".
Secondo la storia del gioco, nacque l'11 gennaio 1165 e fu fin da bambino un membro degli Assassini di Masyaf. Dopo aver raggiunto il titolo di Maestro Assassino a soli 25 anni venne considerato un vero e proprio eroe nella Confraternita, e nel tempo verrà anche ricordato come il Mentore più leggendario. Infatti Altaïr modificò lo stile di vita dell'Ordine, scrivendo nel frattempo il suo famoso Codice per le generazioni successive. Altair morì il 12 agosto 1257, a più di novant'anni nella sua biblioteca, dopo aver sciolto l'Ordine di Masyaf rendendolo libero di ampliarsi e di diffondere il loro Credo e i suoi insegnamenti a tutte le future generazioni di Assassini sparse in tutto il mondo. Il suo nome continuerà così ad essere ricordato per sempre nell'Ordine, influenzando notevolmente la vita dei suoi discendenti. La sua discendenza contiene una figura importante all'interno dell'Ordine degli Assassini: Desmond Miles.

## Biografia
Altaïr nacque nel 1165 da Umar Ibn-La'Ahad, un assassino arabo musulmano, e da sua moglie cristiana, Maud, che morì per complicazioni durante il parto. Umar fu poi giustiziato dalle forze di Saladino quando si scoprì che aveva partecipato a una disastrosa missione per assassinare il sovrano, che portò Umar a uccidere un nobile che lo aveva catturato. Si lasciò giustiziare per salvare la vita di un collega assassino, Ahmad Sofian, che era stato catturato e costretto a fare il nome di Umar. L'ultima cosa che Umar sentì prima della sua morte fu la voce di suo figlio che piangeva per lui. Più tardi, Ahmad, incapace di vivere con la colpa di aver causato la morte di Umar, si scusò con Altaïr prima di suicidarsi davanti a lui. Il figlio di Ahmad, Abbas, che era amico di Altaïr, fu indotto a credere che suo padre avesse lasciato gli Assassini, così quando Altaïr alla fine gli disse cosa era realmente successo, Abbas si rifiutò di credergli e crebbe in risentimento verso di lui rompendo la loro amicizia.
Dopo la morte del padre, Altaïr fu accolto dal Maestro Al Mualim, il Mentore dell'Ordine degli Assassini, che lo crebbe e lo addestrò al castello di Masyaf, il quartier generale degli Assassini. All'età di 24 anni, nel 1189, Altaïr era diventato un abile Assassino, più talentuoso della maggior parte dei suoi pari, ma questo lo rese anche estremamente arrogante. Un flashback da Assassin's Creed: Revelations mostra gli eventi che portarono alla promozione di Altaïr a Maestro Assassino. Nel 1189, i Templari attaccarono Masyaf e presero il Maestro Al Mualim in ostaggio, aiutati da un Assassino voltagabbana di nome Haras. Altaïr uccise Haras e salvò il Maestro Al Mualim, guadagnandosi il rispetto suo e degli altri Assassini, tra cui Shale, Ane, Astro e Fabio.
Lo spin-off mobile Assassin's Creed: Altaïr's Chronicles si svolge un anno dopo, nel 1190, e descrive la ricerca di Altaïr di un artefatto chiamato il Calice, che si dice abbia il potere di porre fine alla Terza crociata. Durante il suo viaggio, scopre che "il Calice" è in realtà una donna di nome Adha, che aveva conosciuto e per la quale provava dei sentimenti, e che anche i Templari la stanno cercando. Anche se Altaïr riesce a uccidere il capo dei Templari, Lord Basilisk, non riesce a impedire che Adha venga catturata e successivamente giustiziata dai Templari. La morte di Adha fece infuriare molto Altaïr, che giurò vendetta contro tutti i responsabili, contribuendo ulteriormente alla sua arroganza.
Nel 1191, durante gli eventi dell'Assassin's Creed originale, Altaïr viene inviato in missione al Tempio di Salomone per recuperare un artefatto dai Templari: la Mela dell'Eden. La missione è un fallimento, e Altaïr rompe arrogantemente i principi dell'Ordine credendosi al di sopra di esso, lasciando i suoi compagni Assassini ad affrontare i Templari da soli dopo un confronto con il gran maestro dei Templari, Robert de Sablé con il risultato che uno di loro perse un braccio e l'altro venne ucciso. Altaïr fugge a Masyaf per riferire il suo fallimento ma viene seguito, con il risultato che Masyaf viene attaccata dai Templari. Gli Assassini sono in grado di respingere i loro nemici, ma Al Mualim sceglie di punire Altaïr privandolo del suo rango e mandandolo in missione per assassinare nove Templari in Terra Santa uno ad uno. Altaïr elimina con successo i suoi primi otto obiettivi, ma quando tenta di uccidere l'ultimo, Robert stesso, viene ingannato con un'esca: una donna di nome Maria Thorpe. Altaïr risparmia Maria dopo che lei rivela che Robert si sta incontrando con Re Riccardo I per negoziare un'alleanza tra i Crociati e i Saraceni contro gli Assassini, e alla fine uccide Robert, sventando il suo piano. Prima di morire, Robert rivela che Al Mualim ha tradito gli Assassini e si è alleato con i Templari per ottenere la Mela, solo per poi tradire anche loro per tenere la Mela per sé. Tornando a Masyaf, Altaïr è costretto a combattere i suoi compagni Assassini controllati dalla Mela prima di affrontare Al Mualim, che cerca di usare le illusioni per combatterlo, ma alla fine viene sconfitto. Con Al Mualim morto, Altaïr cerca di distruggere la Mela, ma invece sblocca una mappa che mostra le posizioni di altri pezzi di Eden in tutto il mondo.
In un altro flashback di Assassin's Creed Revelations, immediatamente successivo alla morte di Al Mualim, Altaïr crema il suo corpo e decide di assumere il ruolo di Mentore dell'Ordine degli Assassini, sperando di riparare il danno che Al Mualim aveva fatto. Tuttavia, il suo ex amico Abbas si oppone all'idea e ruba la Mela ad Altaïr, ma non è in grado di sopportare il suo potere, costringendo Altaïr a recuperarla prima che lo uccida. Dopo questo, Altaïr convince i suoi compagni Assassini della sua capacità di guidare l'Ordine e viene formalmente nominato Mentore. Durante il suo periodo alla guida dell'Ordine, Altaïr cerca di espandere la sua influenza e di fare diverse importanti riforme. Inventa anche nuove tecniche di assassinio e modifica l'arma simbolo degli Assassini, la Lama celata, in modo che possa disperdere il veleno e non richieda più il sacrificio dell'anulare di chi la impugna.
Il gioco per PlayStation Portable Assassin's Creed: Bloodlines è ambientato circa un mese dopo il gioco originale, e porta Altaïr a Cipro per eliminare i Templari rimanenti, che controllano l'isola. Lungo la strada, si incrocia ancora una volta con Maria Thorpe; inizialmente sua prigioniera, lei lentamente si scalda con Altaïr e finisce per aiutarlo nella sua lotta contro i Templari, essendo diventata disillusa con la loro causa. Alla fine del gioco, i due si innamorano e progettano di partire per l'India. La relazione di Altaïr e Maria viene esplorata più a fondo nel romanzo Assassin's Creed: La crociata segreta, in cui si sposano e hanno due figli: Darim (1195) e Sef (1197).
Dopo questi eventi, Altaïr inizia a studiare la Mela dell'Eden, e registra le sue scoperte in un diario noto come il Codex. Usando la conoscenza fornita dalla Mela, crea un'armatura indistruttibile, ma in seguito distrugge i progetti utilizzati per la sua creazione, temendo che possano cadere nelle mani sbagliate. Nel 1222, con l'avanzata dell'Impero mongolo che minaccia l'espansione dell'Ordine degli Assassini, Altaïr si reca a Xingqing nello Xia occidentale, in Cina, con Maria, Darim e Qulan Gal per assassinare Gengis Khan. Quando tornano a Masyaf, nel 1228, scoprono che Abbas ha usurpato il controllo dell'Ordine e ha fatto uccidere Sef, dopo aver incastrato il migliore amico di Altaïr, Malik-Al Sayf, e averlo fatto imprigionare e poi assassinare. Altaïr cerca di vendicarsi usando la Mela, ma Maria tenta di fermarlo e viene uccisa da uno dei seguaci di Abbas. Dopo questo, Altaïr è costretto a fuggire da Masyaf con Darim e andare in un esilio autoimposto.
In Assassin's Creed Revelations, Altaïr, ormai ottantaduenne, ritorna a Masyaf nel 1247 per reclamare il controllo dell'Ordine degli Assassini. Ottenendo il sostegno dei suoi compagni Assassini, affronta l'anziano Abbas nel castello di Masyaf e lo uccide con una piccola pistola montata all'interno della sua lama celata. Dopo aver riportato con successo l'Ordine al suo antico splendore, Altaïr prende la decisione di dividerlo in "gilde" più piccole situate in tutto il mondo, con l'aiuto di Niccolò e Matteo Polo (rispettivamente padre e zio di Marco Polo). Crea anche una biblioteca sotto il castello di Masyaf per conservare il suo sapere, che è sigillato da sei chiavi che contengono i suoi ricordi. Nel 1257, verso la fine della sua vita, dà cinque delle chiavi ai Polo per nasconderle, così come il suo Codice, per diffondere gli insegnamenti dell'Ordine degli Assassini. Mentre i Polo stanno per andarsene Masyaf viene attaccata dai Mongoli e Altaïr ordina l'evacuazione della città. Dopo aver detto addio a Darim, Altaïr si chiude nella biblioteca con la sesta chiave e la Mela dell'Eden, e si spegne serenamente all'età di 92 anni. I suoi resti vengono scoperti secoli dopo, nel 1512, dall'assassino italiano Ezio Auditore. A questo punto, la biblioteca è vuota, tranne che per lo scheletro di Altaïr con la sesta chiave e la Mela, che Ezio sceglie di lasciarsi alle spalle, avendo "visto abbastanza per una vita".

## Accoglienza
Il personaggio è stato generalmente apprezzato. Nel 2008, The Age ha messo Altaïr al quarto posto dei più grandi personaggi Xbox di tutti i tempi, dichiarando
La Guinness World Records Gamer's Edition del 2011 elenca il personaggio come il trentesimo personaggio dei videogiochi più popolare. È stato votato come il nono personaggio migliore del decennio 2000 dai lettori di Game Informer'.
Altaïr vinse il premio "Stars' 2007 Badasssss!" di IGN. Nel 2008, Mikel Reparaz di GamesRadar lo classificò come il sesto miglior assassino nei videogiochi, affermando
In quello stesso anno, Jesse Schedeen di IGN ha elencato Altaïr come uno dei combattenti che avrebbe nel gioco di combattimento definitivo, dicendo che è una versione leggermente più realistica del Principe di Prince of Persia. Nel 2009, è stato messo al primo posto sulla lista dei sicari più memorabili dei videogiochi stilata da FHM'. Sebbene alla fine non sia stato incluso, lo staff di Game Informer stava valutando di inserire Altaïr nella loro lista dei "30 personaggi che hanno definito un decennio" con Joe Juba che commentò: "Altaïr's rise to power is no less dramatic and impressive than Ezio's – it's just most of his transformation into a peerless master assassin took place off-screen." (L'ascesa al potere di Altaïr non è meno spettacolare e impressionante di quella di Ezio; è solo che la gran parte della sua trasformazione in un maestro assassino senza pari avvenne fuori dal gioco)
D'altra parte, la prestazione del doppiatore Philip Shahbaz, e in particolare il suo accento americano, fu criticata. Hilary Goldstein di IGN, nella sua recensione dell'originale Assassin's Creed, definiva il doppiaggio di Altaïr "abysmal" (orrendo), proseguendo dicendo che l'attore "parla con un accento americano e sembra che stia facendo un'audizione per teatro comunitario." Joey Guacamole di ZTGD espresse un'opinione simile nella sua recensione, definendolo il peggior doppiaggio dei tempi recenti. Kevin VanOrd di GameSpot era vagamente meno critico dell'interpretazione di Shabaz, scrivendo che ha fatto un lavoro "discreto" come Altaïr, trovandolo tuttavia carente rispetto agli altri attori nel videogioco. Alcuni critici hanno sottolineato la backstory non raccontata nel gioco originale. Will Tuttle di GameSpy, paragonando il personaggio al protagonista di Assassin's Creed II', Ezio Auditore, scrisse che mentre Altaïr era "innegabilmente tosto", la mancanza di qualsivoglia backstory o motivazioni rendono difficile empatizzarci. IGN, usando i risultati di un sondaggio, classificò Altaïr come il nono personaggio più sopravvalutato dei videogiochi, definendolo un "Prince of Persia dei poveri" e un personaggio bidimensionale e stereotipico.